# Et kunstværk bliver til
Et kunstværk bliver til er en dansk dokumentarfilm fra 1945 med instruktion og manuskript af Mathilius Schack Elo.

## Handling
Filmen følger en skulpturs tilblivelse fra de første skitser gennem udformningen i atelieret, til gipsafstøbningen kan tages ud af formen.